# Warped Tour
De Warped Tour is een toerend muziekfestival voornamelijk in de Verenigde Staten. Ook wordt er aan extreme sporten gedaan zoals skateboarden. Sport- en kledingmerk Vans is al sinds jaren de hoofdsponsor. Vandaar dat het festival vaak de Vans Warped Tour wordt genoemd. De Warped Tour wordt sinds 1995 elk jaar gehouden. In het begin van het festival was het meer een punkrock aangelegenheid, maar in de loop der jaren is er meer ruimte gekomen voor een grotere verscheidenheid aan muziekgenres.

## Het festival
In de jaren '00 zijn er rond de 100 bands op het festival aanwezig. De bands spelen allemaal 30 minuten, verdeeld over ongeveer 10 podia. Over het algemeen beginnen de bands met spelen om 11 uur 's ochtends en eindigen rond 9 uur 's avonds. Er hangt meestal midden op het terrein een groot bord waarop de tijden staan aangegeven en welke bands er spelen. De bezoekers kunnen stemmen over welke bands er 's avonds een langere set mogen spelen.
Na iedere editie van de Warped Tour wordt er een compilatiealbum uitgegeven door SideOneDummy Records. Er zijn tot nu toe 12 edities van deze serie verschenen.

## Geschiedenis
De Warped Tour is in 1994 bedacht door Kevin Lyman. Hij had het idee van skateboard shows zoals Vision Skate Escape die skateboarden met muziek combineren. De naam van het festival komt van Warp Magazine, een blad over skateboarden, surfen en muziek.
In 1998 ging het festival ook internationaal toeren. Ze kwamen onder andere in Australië, Japan, Europa en Canada.